# Gunnar Sauer
Gunnar Sauer (Cuxhaven, 1964. június 11. –) Európa-bajnoki és olimpiai bronzérmes német labdarúgó, hátvéd.

## Pályafutása

### Klubcsapatban
1982 és 1996 között a Werder Bremen játékosa volt. 1985-ig a második csapatban szerepelt. Az első csapatban 1984-ben mutatkozott be. Tagja volt az 1987–88-as és az 1992–93-as bajnokcsapatnak illetve az 1991-es és az 1994-es német kupagyőztes együttesnek. 1996 és 1998 között a másodosztályú Hertha BSC csapatában szerepelt. 1998-ban a másodosztályú VfB Leipzig, 1998–99-ben a regionális bajnokságban szereplő VfB Oldenburg labdarúgója volt. 35 évesen 1999-ben vonult vissza az aktív labdarúgástól. Összesen 134 élvonalbeli Bundesliga mérkőzésen szerepelt és nyolc gólt szerzett.

### A válogatottban
Négy alkalommal játszott az NSZK U21-es csapatában. Tagja volt az 1988-as Európa-bajnoki bronzérmes csapatnak a hazai rendezésű tornán.Ugyanebben az évben a szöuli olimpián bronzérmet szerzett a nyugatnémet válogatottal, de egyik tornán sem jutott szóhoz és az A-válogatottban sem mutatkozott be soha..

## Sikerei, díjai
NSZK
- Olimpiai játékok
  - bronzérmes: 1988, Szöul
- Európa-bajnokság
  - bronzérmes: 1988, NSZK

 Werder Bremen
- Német bajnokság (Bundesliga)
  - bajnok: 1987–88, 1992–93
- Német kupa (DFB-Pokal)
  - győztes: 1991, 1994
  - döntős: 1989, 1990